# Rōshi

Rōshi (老師), est un titre honorifique japonais qui signifie « vieux [vénérable] maître ». Il pourrait s'agir de la contraction de rōdaishūshi, « maître ancien de la tradition ». Dans le bouddhisme zen (en particulier Rinzai), ce titre est surtout conféré aux moines qui ont réalisé une grande compréhension du dharma, et qui en ont fait une expérience directe, nommée satori, c'est-à-dire qui se sont éveillés à leur véritable nature et se sont réalisés au travers de la voie du zen. Il peut s'agir également de laïcs, et aussi de femmes engagés dans cette voie.  

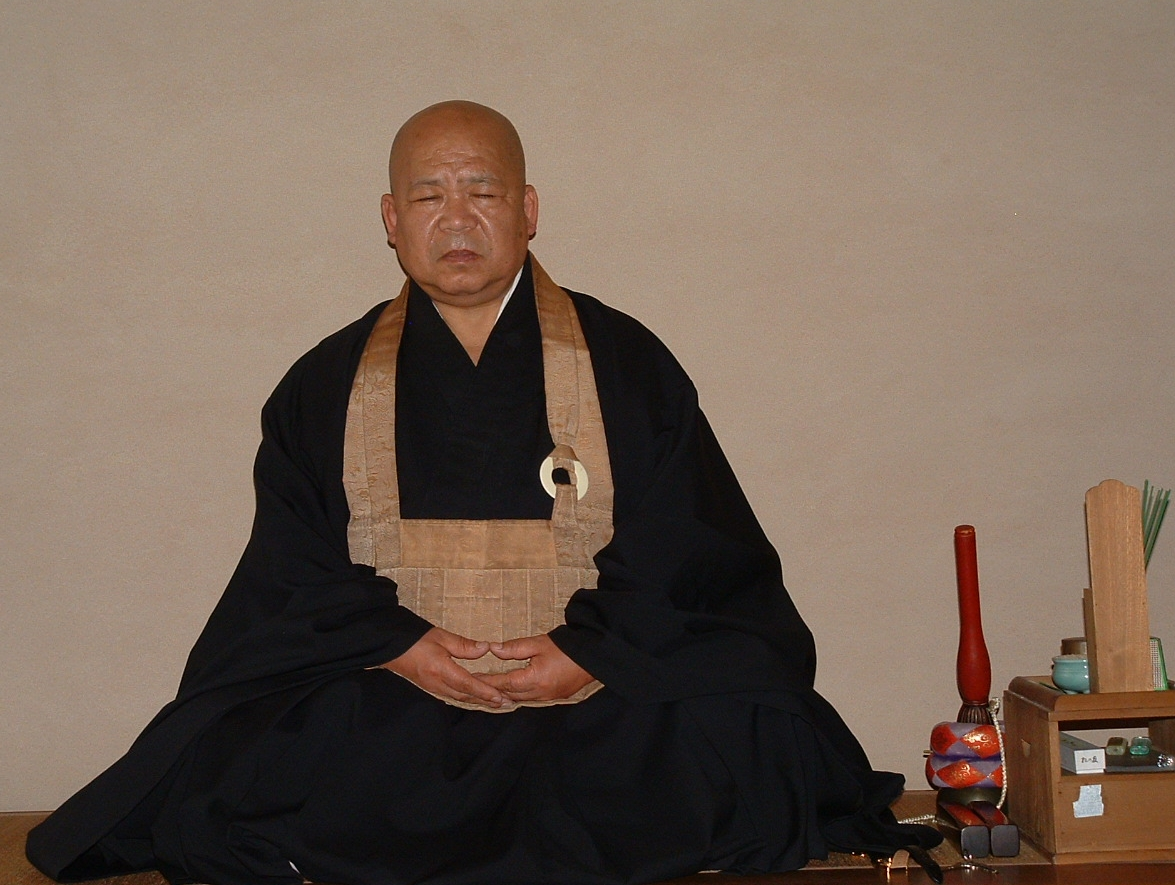
Le maître zen Hozumi Gensho Rōshi en zazen (méditation assise dans le bouddhisme zen).

Sur la voie du zen, le Rōshi est celui qui guide ses étudiants vers l'éveil à l'exemple du bouddha historique en position de méditation assise dite zazen (seulement s'asseoir), ayant atteint l'éveil sous l'Arbre de la Bodhi il y a plus de 2500 ans.
Aujourd'hui, ce terme tend à se banaliser. Cependant, le titre de Rōshi en Occident peut conduire parfois à la confusion et à la controverse.

## Histoire
Autrefois, le titre de Rōshi s'obtenait difficilement. C'était en général les gens (et non pas le maître lui-même) qui utilisaient ce titre pour un maître dont la vie quotidienne prouvait une mise en pratique réelle de l'éveil, et qui était aussi capable de conduire d'autres personnes vers la même expérience.

### Rinzai
Dans l'école Rinzai, devenir Rōshi nécessitait de nombreuses années de pratique sous la direction autre Rōshi qui aura pu certifier l'éveil de son élève au cours des dokusan. L'éveil profond devait tout d'abord être attesté par le maître du futur Rōshi, ce qui se fait par la remise d'un « sceau d'authentification » (jap. inka-shomei ou inkajo). S'ensuivaient fréquemment de nombreuses années de maturation de cet éveil à travers des « combats du dharma » (jap. hossen) avec d'autres maîtres.  

### Sōtō
Dans l'école Sōtō, on devient maître en passant par le processus de shihō, à travers une série de cérémonies d'ordination avec son propre maître qui va ensuite attester la maîtrise des préceptes et de l'authentique transmission du dharma. Grâce à cela, le récipiendaire est habilité à enseigner et à accéder à la charge d'abbé d'un monastère de l'école.  

## Le titre de Rōshi aujourd'hui
Si aujourd’hui encore on trouve de véritables Rōshi, ils se font plus rares, et les conditions d'obtention du titre se sont assouplies. De ce fait, le terme tend à se banaliser et à être utilisé pour s'adresser à un-e moine zen simplement afin de témoigner du respect à sa position ou à son âge dans la pratique de zazen en sangha et dans sa hiérarchie cléricale .

### Critique
L’utilisation du titre de Rōshi par des Occidentaux conduit parfois à la confusion et à la controverse. Ces derniers attribuent souvent un statut mythique à ce titre, ce qui peut avoir des conséquences néfastes.